# II SS Pantserkorps
Het II SS Pantserkorps (Duits: Generalkommando II. SS Panzerkorps) was een Duits legerkorps van de Waffen-SS tijdens de Tweede Wereldoorlog. Het korps kwam afwisselend in actie zowel aan het Westfront als aan het Oostfront in vrijwel elke belangrijke slag tijdens de laatste drie oorlogsjaren. 

## Krijgsgeschiedenis

### Oprichting
Het korps werd oorspronkelijk opgericht als SS-Pantserkorps (SS-Panzer-Generalkommando)  in juli 1942 op het Nederlandse Oefenterrein Bergen, bestemd als leiding over de SS-divisies in Frankrijk.

### 1942/43
In november 1942 nam het korps deel aan de bezetting van Vichy-Frankrijk (Operatie Anton). Na de Duitse nederlaag bij Stalingrad en het ineenstorten van het zuidelijk Oostfront, werd het korps naar Rusland overgebracht en kwam in actie in de Derde Slag om Charkov. In februari moest de stad Charkov nog ontruimd worden, maar medio maart kon het korps de stad opnieuw innemen.
In juni 1943 werd het korps ten slotte omgedoopt naar II SS Pantserkorps. Dit aangezien er intussen ook een I SS Pantserkorps in oprichting was.
In juli 1943 had het korps een belangrijk aandeel in de Slag om Koersk. Het korps vormde met zijn drie+ divisies (SS-Panzergrenadier-Division Leibstandarte SS Adolf Hitler, SS-Panzergrenadier-Division Das Reich, SS-Panzergrenadier-Division Totenkopf plus delen van de 167e Infanteriedivisie) de speerpunt van de zuidelijke aanval. Deze culmineerde op 12 juli in de Slag om Prokhorovka. Na het afbreken van het offensief, de geallieerde invasie van Sicilië en de capitulatie van Italië, werd het korps naar Noord-Italië verplaatst. Het hielp hierbij de Italiaanse strijdkrachten te ontwapenen en voerde ook anti-partizaan acties uit.

### 1944

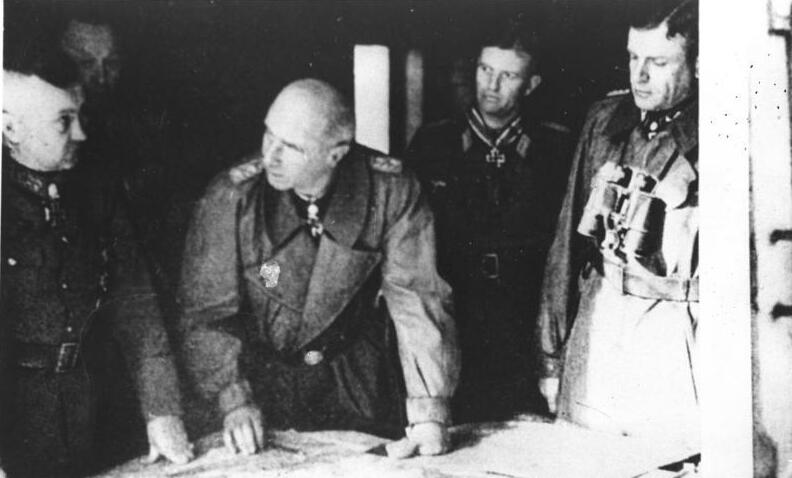
Wilhelm Bittrich bespreekt de gang van zaken tijdens de Slag om Arnhem met Walter Model en Kurt Student, Heinz Harmel, Hans-Peter Knaust, september 1944

In januari 1944 werd het korps verplaatst naar Frankrijk, naar het gebied rond  Alençon, om voorbereid te worden op weer een inzet aan het Oostfront. Nadat het 1e Pantserleger bij Kamenez-Podolski omsingeld geraakt was, werd het korps naar Galicië gestuurd voor een ontzettingsoperatie. Deze was begin april 1944 succesvol, waarom het 1e Pantserleger uit de pocket kon ontsnappen (alhoewel met zware verliezen en vrijwel zonder zwaar materieel). Na de geallieerde landingen in Normandië werd het korps versneld naar Frankrijk verplaatst. Het korps nam deel aan de gevechten rond Caen en voerde hier stevige gevechten met Britse en Canadese troepen. In augustus raakte het korps in de Zak van Falaise omsingeld en kon alleen met zware verliezen ontsnappen. Het korps trok daarom terug naar het noorden, tot het gebied rond Arnhem. Daar lag het korps in een uitstekende positie op 17 september 1944 om Operatie Market Garden de voet dwars te zetten, door zowel de Britse luchtlandingstroepen bij Arnhem als de Amerikaanse bij Nijmegen aan te pakken. Het korps beschikte hier over de 9. SS-Panzer-Division Hohenstaufen en de 10. SS-Panzer-Division Frundsberg. Begin december werd het korps naar de Eifel verplaatst, als voorbereiding op het Ardennen-offensief. Hier was het korps in eerste instantie reserve van het 6e Pantserleger en kwam met zijn 2. SS-Panzer-Division Das Reich  en 9. SS-Panzer-Division Hohenstaufen pas vanaf 21 december in actie bij Sankt Vith. Nadat het offensief gestokt was, ging het korps over tot het defensief en moest uiteindelijk in januari 1945 terug de Eifel in. 

### 1945
In de Eifel werd het uit het front genomen, kort opgefrist en naar Hongarije verplaatst. Van 6 tot 16 maart 1945 nam het korps deel aan het laatste grote Duitse offensief, Operatie Frühlingserwachen. In dit offensief beschikte het korps over de 2. SS-Panzer-Division Das Reich, de 9. SS-Panzer-Division Hohenstaufen, de 23e Pantserdivisie en de 44e Hoch- und Deutschmeister Infanteriedivisie. In eerste instantie maakte het korps goede voortgang, maar door de toenemende Sovjet-weerstand en de modder, namen de verliezen toe en de opmarssnelheid af. Het offensief verzandde. Op 16 maart lanceerden de Sovjets hun tegenoffensief, het Weens Offensief. Het korps moest zich onder zware Sovjetdruk terugtrekken naar Neder-Oostenrijk. In de eerste helft van april 1945 nam het korps actief deel aan de verdediging van Wenen. Na een korte pauze in de gevechten volgde begin mei 1945 een terugtrekking naar de Donau bij Linz.
Het II SS Pantserkorps capituleerde op 8 mei 1945 noordoostelijk van Linz aan Amerikaanse troepen.

## Bovenliggende bevelslagen
| Leger                             | Legergroep               | Plaats/regio                 | Begin               | Eind                |
| --------------------------------- | ------------------------ | ---------------------------- | ------------------- | ------------------- |
| 15. Armee                         | Heeresgruppe D           | Noord-Frankrijk              | augustus 1942       |                     |
| direct onder bevel                | Heeresgruppe D           | Noord-Frankrijk              | november 1942       |                     |
| Armeegruppe Felber                | Heeresgruppe D           | Toulon                       | november 1942       | december 1942       |
| direct onder bevel                | Heeresgruppe D           | Toulon                       | januari 1943        |                     |
| Armee-Abteilung Lanz              | Heeresgruppe Süd         | Charkov                      | 11 februari 1943    | medio februari 1943 |
| 4. Panzerarmee                    | Heeresgruppe Süd         | Charkov                      | medio februari 1943 | maart 1943          |
| Armee-Abteilung Kempf             | Heeresgruppe Süd         | Charkov                      | april 1943          | april 1943          |
| OKH Auffr.Stab Charkow            | Heeresgruppe Süd         | Charkov                      | mei 1943            |                     |
| 4. Panzerarmee                    | Heeresgruppe Süd         | Charkov, Koersk              | juni 1943           | 19 juli 1943        |
| 1. Panzerarmee                    | Heeresgruppe Süd         | Oekraïne                     | 19 juli 1943        | 24 juli 1943        |
| 6. Armee                          | Heeresgruppe Süd         | Mius                         | 24 juli 1943        | 3 augustus 1943     |
| 4. Panzerarmee                    | Heeresgruppe Süd         | Oekraïne                     | augustus 1943       | augustus 1943       |
| 8. Armee                          | Heeresgruppe Süd         | Oekraïne                     | augustus 1943       | augustus 1943       |
| direct onder bevel                | Heeresgruppe B           | Noord-Italië                 | augustus 1943       |                     |
| 14. Armee                         | Heeresgruppe B           | Noord-Italië                 | 18 november 1943    |                     |
| direct onder bevel                | Heeresgruppe D           | Frankrijk                    | januari 1944        |                     |
| 4. Panzerarmee                    | Heeresgruppe Süd         | Galicië                      | begin april 1944    | april 1944          |
| direct onder bevel                | Heeresgruppe Nordukraine | Lemberg                      | mei 1944            | 12 juni 1944        |
| Panzergruppe West                 | Heeresgruppe B           | Normandië                    | vanaf 25 juni 1944  | begin augustus 1944 |
| 5. Panzerarmee                    | Heeresgruppe B           | Normandië                    | begin augustus 1944 | eind augustus 1944  |
| Wehrmachtbefehlshaber Niederlande |                          | Nederland                    | 9 september 1944    | 22 september 1944   |
| 5. Panzerarmee                    | Heeresgruppe B           | Normandië                    | begin augustus 1944 | eind augustus 1944  |
| 1. Fallschirmarmee                | Heeresgruppe B           | Nederland, Nederrijn         | 23 september 1944   | november 1944       |
| 6. Panzerarmee                    | Heeresgruppe B           | Ardennen, Eifel              | november 1944       | februari 1945       |
| 6. Panzerarmee                    | Heeresgruppe Süd         | Hongarije, Oostenrijk, Wenen | maart 1945          | 30 april 1945       |
| 6. Panzerarmee                    | Heeresgruppe Ostmark     | Oostenrijk                   | 30 april 1945       | 8 mei 1945          |

## Commandanten
| Rang                                                          | Naam           | Begin                         | Eind         |
| ------------------------------------------------------------- | -------------- | ----------------------------- | ------------ |
| SS-Obergruppenführer                                          | Paul Hausser   | juli 1942 - 12 september 1942 | 28 juni 1944 |
| SS-Gruppenführer SS-Obergruppenführer (vanaf 1 augustus 1944) | Willi Bittrich | 29 juni 1944                  | 8 mei 1945   |

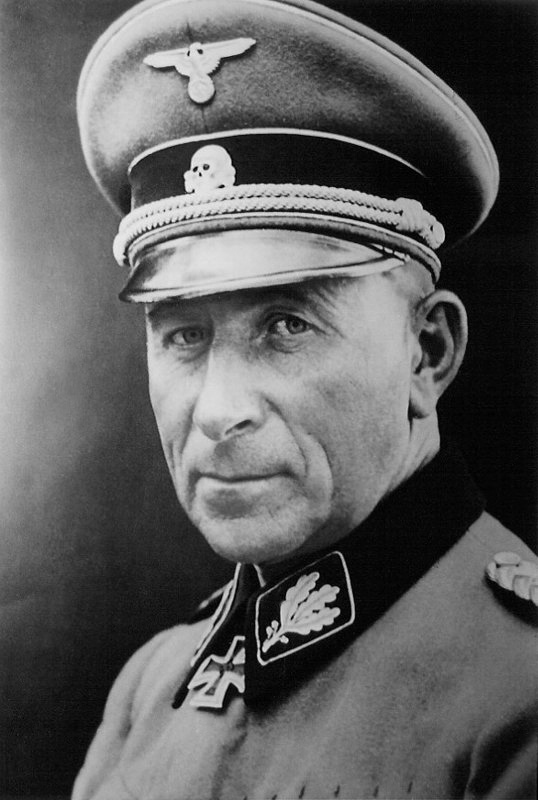
SS-Obergruppenführer Paul "Papa" Hausser

Opmerking: SS-Obergruppenführer Hausser werd op 28 mei 1942 benoemd tot "(Aufstellungs)Kommandeur" van het korps en officieel pas op 14 september 1942 tot "Kommandierender General". Aangezien het korps als oprichtingsmaand juli meekreeg, is hier juli 1942 als start genoemd.

## Stafchefs van het II SS Pantserkorps
| Rang                                      | Naam              | Begin                               | Eind                             |
| ----------------------------------------- | ----------------- | ----------------------------------- | -------------------------------- |
| SS-Standartenführer                       | Werner Ostendorff | Juni 1942                           | 22 november 1943 - December 1943 |
| Oberst i.G. en SS-Standartenführer        | Rüdiger Pipkorn   | 26 november 1943 - 20 december 1943 | 16 oktober 1944                  |
| SS-Obersturmbannführer                    | Baldur Keller     | 16 oktober 1944                     | Mei 1945                         |
| SS-Obersturmbannführer der Reserve (W-SS) | Nikolaus Heilmann |                                     |                                  |